# Virtuosity rag
Virtuosity rag is een compositie van William Bolcom. 
Bolcom houdt van ragtime. Deze muzieksoort is dan ook terug te vinden in composities van zijn hand. Meestal past hij deze muziekstijl in schrijfsels van serieuzere aard, maar in dit geval is het een pure ragtime. Hij schreef het werkje van vier minuten voor een blazersensemble uit Spokane. Bolcom gaf in de uitgave van 2000 toe, dat hij het schreef terwijl hij met ander werk bezig was. Het ensemble bestaat uit twee trompetten, twee hoorns, een trombone eventueel aangevuld met tuba. 